# Fiat 500 Topolino
Pour les articles homonymes, voir Fiat 500.
 (avril 2023).
Si vous disposez d'ouvrages ou d'articles de référence ou si vous connaissez des sites web de qualité traitant du thème abordé ici, merci de compléter l'article en donnant les références utiles à sa vérifiabilité et en les liant à la section « Notes et références ».
La Fiat 500 de la première génération, surnommée Topolino (petite souris en français) par les Italiens, est un modèle d'automobile conçu par Fiat et produit entre 1936 et 1955.

## Son histoire
La légende veut que l'idée première de cette mini voiture vienne du dictateur fasciste Benito Mussolini, alors au pouvoir en Italie. En 1930, le Duce avait convoqué le sénateur du royaume d'Italie, Giovanni Agnelli, fondateur de FIAT, pour l'informer de l'« urgente nécessité » de motoriser les Italiens avec une voiture économique dont le prix ne devait pas dépasser cinq mille lires.
Cette idée eut un tel effet, et servit si bien la propagande du parti fasciste, qu'Hitler, à peine nommé au poste de chancelier, la fit sienne et, convoquant Ferdinand Porsche, lui intima l'ordre de réaliser une automobile, dont le prix ne devait pas dépasser mille marks. De ces exigences sont nées la Fiat 500 Topolino en Italie et la VW Coccinelle en Allemagne.

## La Fiat 500 jamais née
Très préoccupé par cette charge, dont il se serait bien volontiers passé, le patron de Fiat, le sénateur Agnelli s'en remit aux ingénieurs des services conceptions de Fiat, qui se divisèrent en deux courants de pensée. Le premier considérant que le but pouvait être atteint avec des technologies et des schémas déjà utilisés sur d'autres modèles Fiat, ce qui aurait permis de limiter les coûts, le second considérant qu'il fallait confier cette tâche à un ingénieur extérieur, Oreste Lardone, habile ingénieur qui avait déjà réalisé un très remarqué prototype de petite voiture chez Itala, vu la grosse charge de travail qui occupait déjà le bureau d'études de Fiat.
La direction générale de Fiat choisit en fait de faire avancer les deux variantes de projet. Ceci eut pour conséquence le recrutement d'Oreste Lardone chez Fiat.
L'ingénieur Lardone était convaincu que la nouvelle automobile devait être une traction à moteur bicylindre de 500 cm3, refroidi par air, et disposer de quatre places.
C'est au milieu de l'été 1931 que le prototype de la nouvelle Fiat 500 à traction avant fit son premier essai, avec à son bord le pilote d'essai, son concepteur, et le sénateur Agnelli, impatient de pouvoir vérifier les qualités du véhicule, et de télégraphier la bonne nouvelle au Duce. La voiture sortit de l'usine du Lingotto et parcourut tranquillement plusieurs kilomètres mais, dans la montée du Cavoretto, un début d'incendie provenant du moteur obligea tous les occupants à mettre précipitamment pied à terre. L'incident était dû à une petite fuite de carburant, et le sénateur Agnelli décida que FIAT ne s'aventurerait plus jamais à construire des automobiles à traction avant. L'ingénieur Lardone fut licencié sur-le-champ.
Le projet de construction de la petite voiture se poursuivit alors sans enthousiasme, jusqu'en octobre 1932, quand lors d'une visite improvisée du Duce dans l'usine du Lingotto, à Turin, le 24 octobre 1932, il rappela sa demande.
La vraie raison qui justifiait ce manque d'idée et d'ingéniosité des concepteurs, les ingénieurs Antonio Fessia et Tranquillo Zerbi, est qu'ils étaient convaincus que la bonne solution était justement celle interdite par le sénateur Agnelli, le concept de Lardone : la traction avant.
C'est ce même Fessia qui confia la mise au point du projet à Dante Giacosa, un jeune ingénieur qui l'avait secondé dans la conception de la Fiat 508 Balilla, peu de temps auparavant.
En fait, le bureau d'études de Fiat avait travaillé sur un premier projet de mini-voiture dès 1915. Un second projet avait été étudié sans plus de succès en 1919 mais un prototype avait été construit avec un moteur de 760 cm3. Un 3e projet avait vu le jour en 1920. Ce n'est qu'en 1933 que le sénateur Agnelli lança une sorte de défi à ses ingénieurs, peut-être à la suite de la demande du Duce évoquée ci-avant, en exigeant une nouvelle voiture à produire en grande série (à l'époque une série normale ne dépassait jamais les 10 voitures par jour), une voiture pour le travail et les loisirs qui ne devait pas coûter plus de 5 000 lires. À cette époque, l'ouvrier de base des usines Fiat gagnait 5 000 lires par an et il lui fallait débourser 11 000 lires pour s'offrir la voiture la moins chère du marché, la Fiat 508 Balilla.

## La Fiat 500 Topolino
Dante Giacosa prit rapidement les choses en main et en quelques mois, il remit ses esquisses du nouveau projet, sous forme de mini Fiat Balilla. La direction générale de Fiat fut satisfaite du projet surtout parce qu'il respectait la tradition des modèles Fiat et autorisait la réalisation de prototypes. Les tests et essais sur route durèrent presque un an et demi.
Le 15 juin 1936, la FIAT 500-A est présentée au Salon de Turin et mise en vente au public dans les concessions Fiat en Italie, mais aussi en France, où elle fut construite chez Simca, sous le nom de Simca 5, et en Allemagne chez Fiat-NSU. Une petite voiture modeste au prix de 8 900 lires, vingt fois le salaire mensuel d'un ouvrier.
De même en Allemagne, en 1936, Porsche avait aussi réalisé les premiers prototypes de la future Coccinelle, mais n'avait pas concrétisé son projet.
La Fiat 500 "Topolino" obtiendra un beau succès commercial. Bien que sa fabrication fût très ralentie durant les années de guerre, elle reprit de plus belle dès la fin du conflit avec  la série C jusqu'en 1955, en Italie comme en France, où elle s'appelait Simca 5 d'abord, puis Simca 6. Au total, ce sont 519 847 exemplaires qui sortirent des chaînes de Fiat, rien qu'en Italie, dont une version 500 Fourgonnette, très appréciée des artisans.
En 1945, après le décès du sénateur Agnelli, Antonio Fessia avait cru pouvoir insuffler chez  FIAT une évolution vers de nouvelles technologies, en proposant notamment le passage à la traction avant. Mais il ne fut pas suivi par la nouvelle direction générale : il quitta Fiat et se tourna vers Lancia, où ses idées novatrices furent bien accueillies, et où il put concevoir les chefs-d'œuvre que furent les Lancia Flavia et Lancia Fulvia.

### Les différentes versions

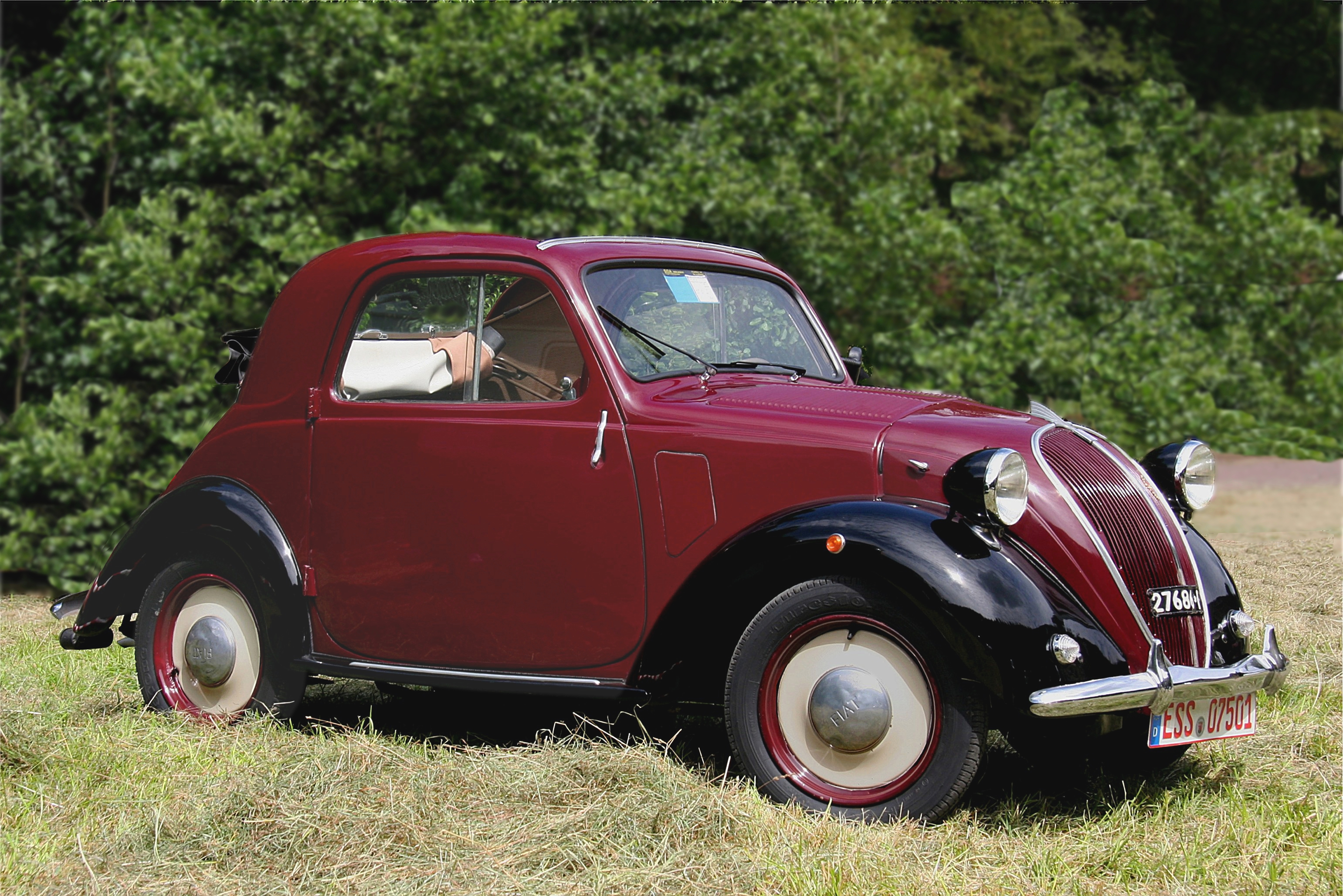
Fiat 500B Topolino berline

#### Fiat 500 Topolino A
- Date: 1936–1948
- Longueur: 3,21 m
- Largeur : 1,27 m
- Hauteur : 1,37 m
- Poids : 535 kg
- Moteur : 4 cyl de 567 cm3 - 13 ch - rapport de compression : 6,7:1
- Vitesse : 85 km/h
- Consommation : 6 litres aux 100 km avec carburateur Weber
- Production : 122 213 exemplaires

Cette version sera accompagnée de la version fourgonnette sur la base de la Topolino, baptisée 500 Furgoncino.
Cette première version ne dispose que d'un seul essuie-glace.

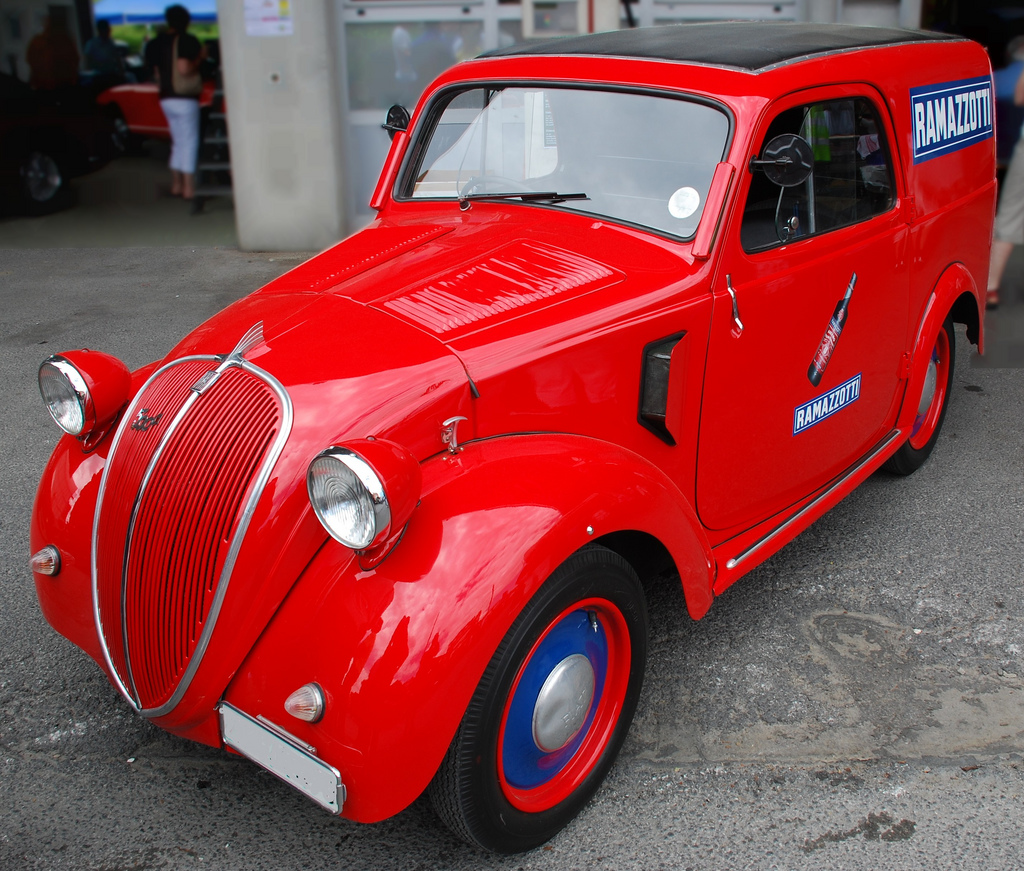
Fiat 500A Fourgonnette

#### Fiat 500 Topolino B
La version B de la fameuse 500 Topolino a été présentée à la fin du mois de juin 1948. C'est la première évolution du modèle depuis la Seconde Guerre mondiale. La principale évolution concerne la mécanique avec des soupapes en tête et non plus latérales ce qui lui fait gagner 3 ch passant de 13 à 16,5 ch et sa vitesse maximale passera de 85 à 95 km/h. Cette version sera accompagnée de la première familiale sur la base de la Topolino, baptisée Giardiniera.
Cette deuxième version dispose de deux essuie-glace.

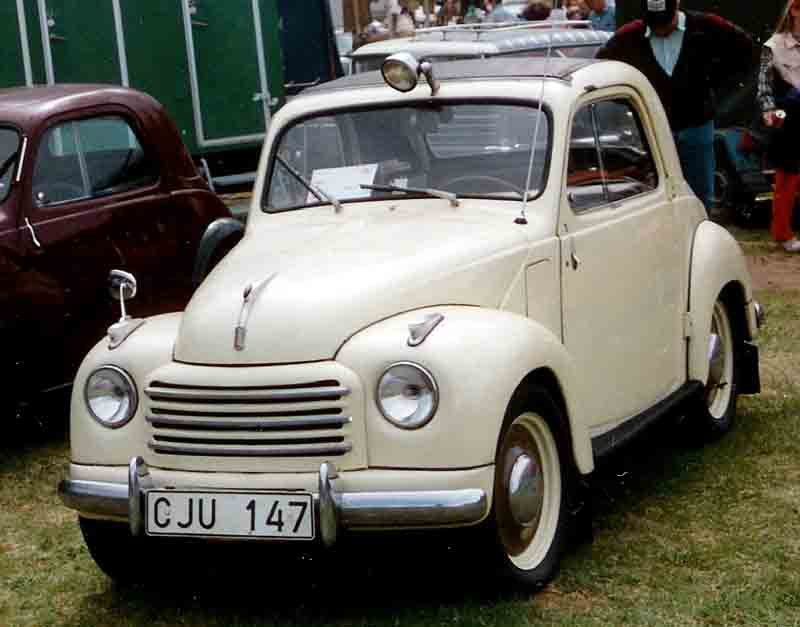
Fiat 500C berline

- Date: 1948–1949
- Carrosserie et moteur : idem 500A
- Puissance : 16,5 ch
- Production : 21 263 exemplaires

#### Fiat 500 Topolino C

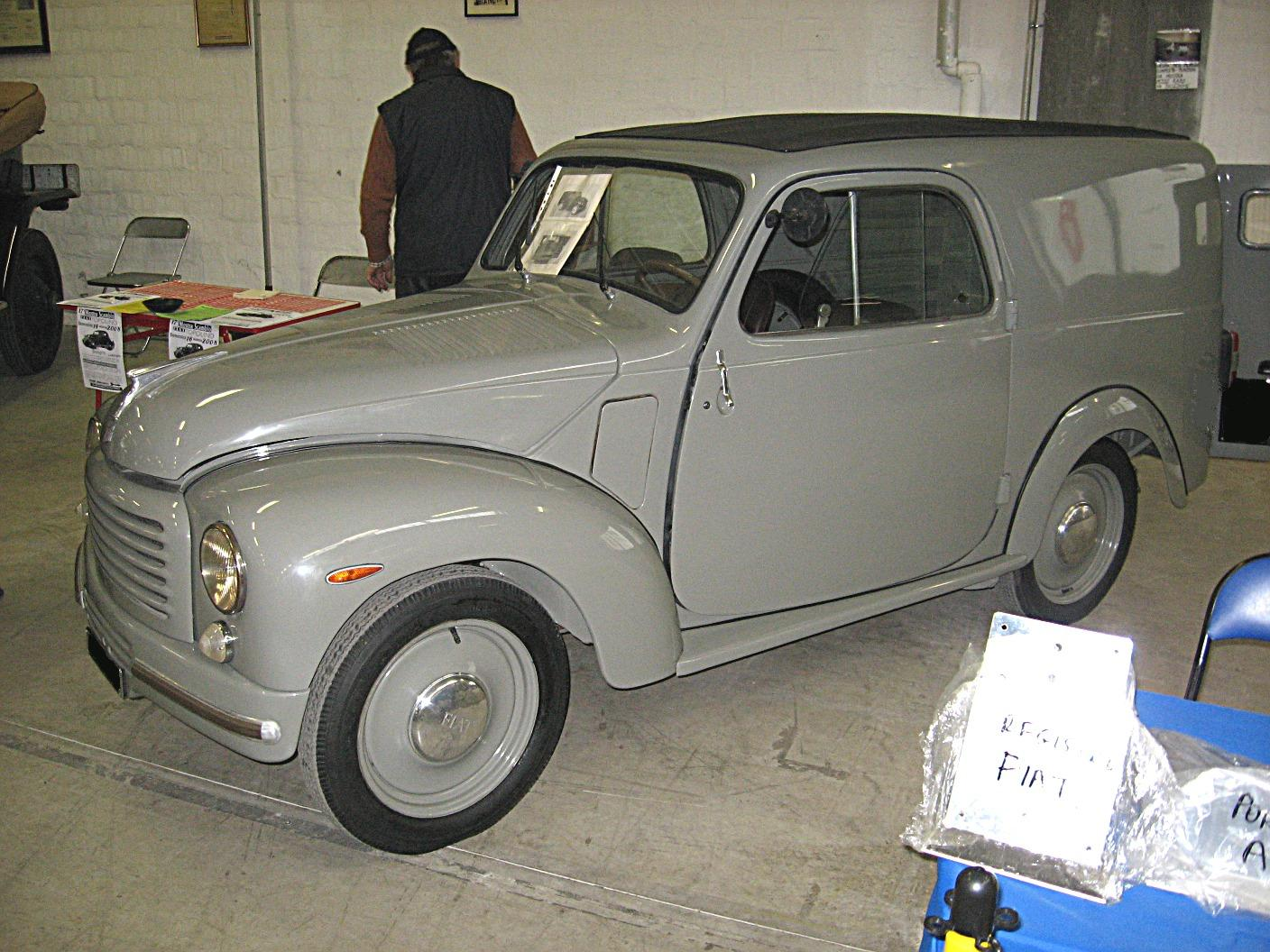
Fiat 500C Fourgonnette

Restylage complet avec une face avant carrée et verticale, l'habitacle dispose alors du chauffage en série, accessoire vendu en option sur les voitures étrangères de milieu de gamme. La nouveauté mécanique est représentée par la culasse en aluminium.
- Date: 1948–1955
- Production : 376 371 exemplaires

### Les autres versions de la Fiat 500 Topolino

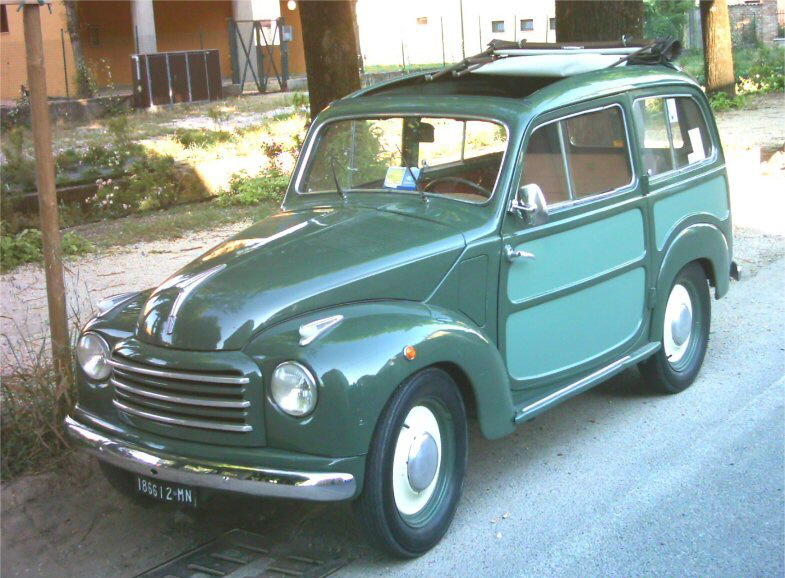
Fiat 500C Belvedere.

- Italie : 3 modèles familiaux et utilitaires ont été commercialisés. Ils avaient les mêmes caractéristiques mécaniques que la berline :
- Fourgonnette, de 1937 à 1955,
- Giardiniera, de 1948 à 1951,
- Belvedere, de 1951 à 1955.

Ces modèles ont également été produits sous licence en Allemagne, Autriche et France.

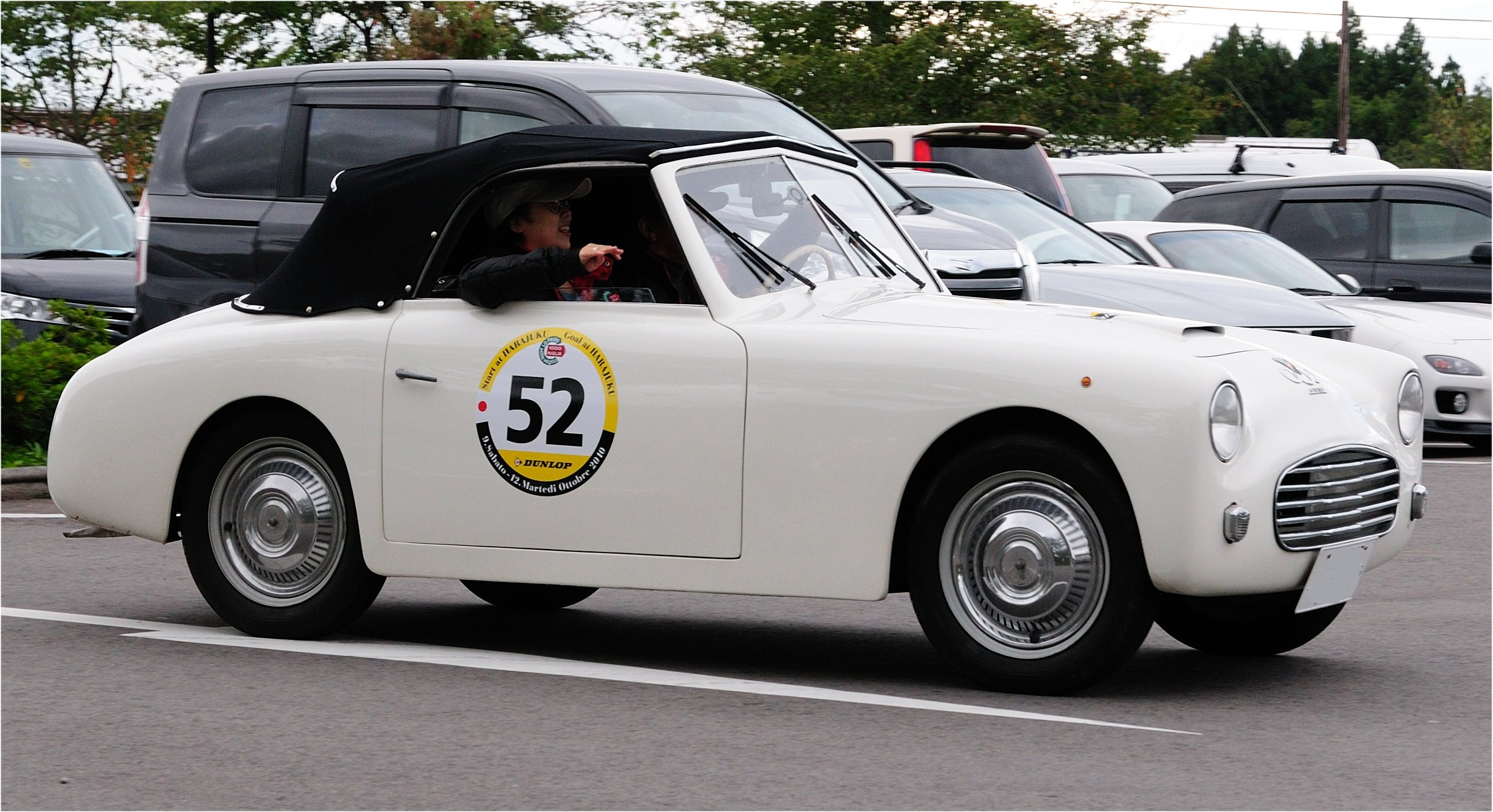
Siata Amica (1949).

- Italie : le constructeur-carrossier Siata a développé en 1949 un petit cabriolet 2 places appelé Amica. La voiture plaît grâce à sa ligne moderne, son confort et sa fiabilité mécanique. En 1951, le succès de ce petit cabriolet deux places atteint les Etats-Unis. L’importateur américain Tony Pompeo a l’idée de monter sur l’Amica des roues à rayons Borrani et fait réaliser par Bertone une carrosserie découverte d’allure encore plus sportive. Ce modèle baptisé 300BC est dessiné par Mario Revelli de Beaumont et fabriqué par Bertone. Vendue à un peu plus de 30 exemplaires (dont un carrossé en berlinette), cette barquette rencontre un certain succès, qui contribuera à accroître la réputation de la marque italienne. Environ 300 Amica sont  fabriqués avant la fin de la production en 1952.

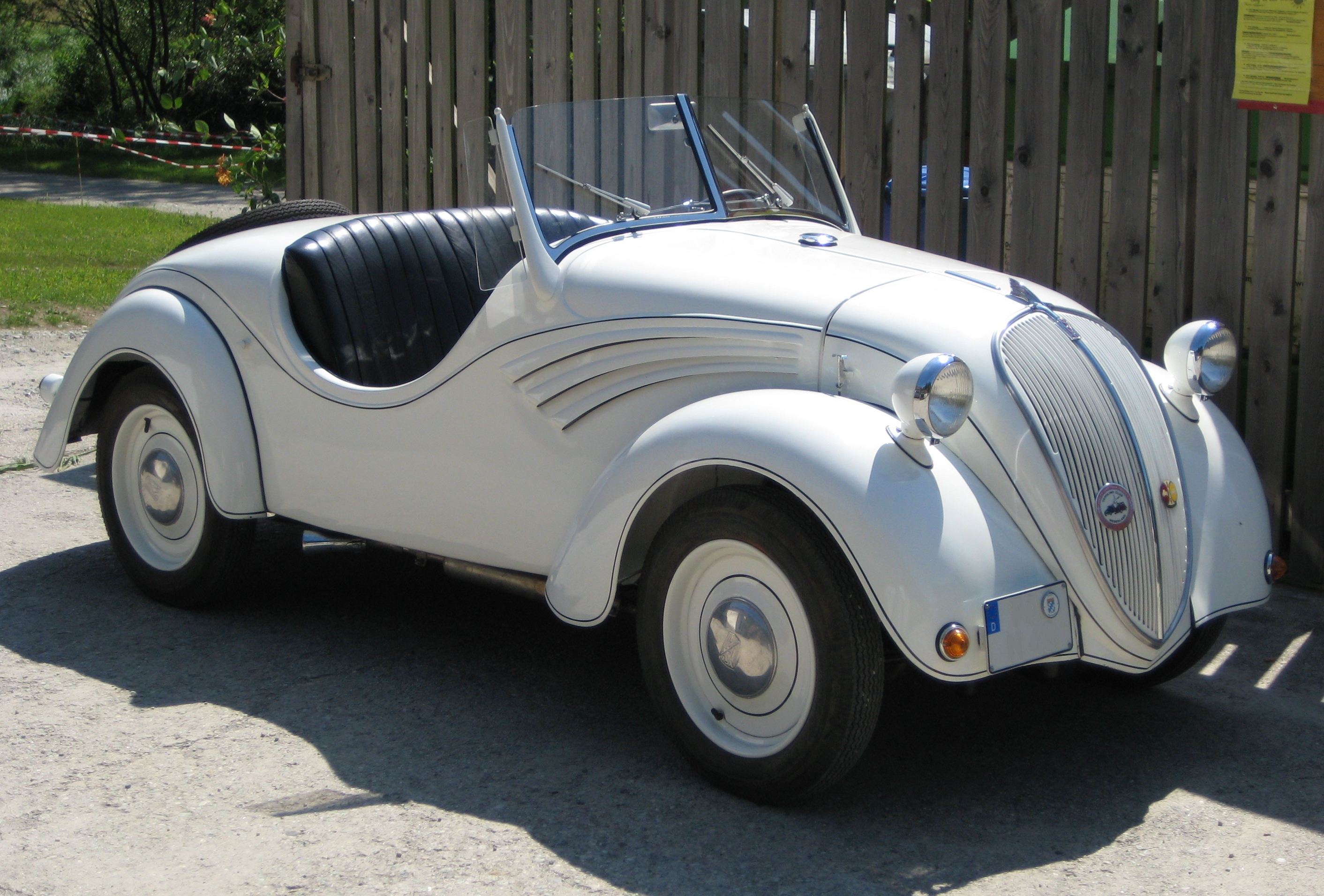
Fiat-NSU 500 Topolino cabriolet Weinsberg.

- Allemagne : la filiale Fiat-NSU a fabriqué plus de 7.000 exemplaires de la 500 Topolino mais le carrossier Wiensberg a fabriqué environ 500 exemplaires d'une version cabriolet, unique en son genre.

## La Fiat 500 Topolino hors d'Italie
La Fiat 500 Topolino fut aussi fabriquée dans de nombreux pays étrangers, en raison, la plupart du temps, des droits de douane extrêmement importants en vigueur à l'époque dans tous ces pays :
- France : Fiat-Simca à Nanterre, sous le nom de Simca Fiat 500A puis Simca 5 qui correspondait à la Topolino B et ensuite Simca 6 pour la Topolino C. Ce ne seront pas moins de 52 507 exemplaires qui sortiront des usines françaises entre le 15 avril 1937 et fin 1950,

- Pologne : Fiat-Polski entre 1936 et 1939. Fiat 500 Topolino A, pas de données précises de la production,

- Inde : Premier, ce constructeur débuta une collaboration avec Fiat dès 1936 et fabriqua sous licence la Fiat 500 Topolino C. La société Premier sera intégrée dans Fiat India en 2002,

- Allemagne : Fiat-NSU fabriqua toutes les Topolino versions A, B & C en 16.064 exemplaires entre 1937 et 1955.

- Autriche : Fiat-Steyr assembla en CKD les Fiat 500 Topolino version C Berline, Giardiniera et Furgoncino de 1952 à 1956. (Pas de données fiables sur les quantités produites).

## La Nuova 500
Au lendemain de la guerre, FIAT, dirigée par le professeur Vittorio Valletta, s'est chargée de motoriser la nouvelle Italie républicaine. Si dans les années 1930 le projet de la Fiat 500 Topolino n'était que faiblement novateur, pour préparer les années 1950, il fallait forcément innover.
Valletta, chargea donc Dante Giacosa, qui était devenu le patron du bureau de conception Fiat, de réaliser une nouvelle petite voiture. À cette époque, Fiat reconstruisait péniblement ses usines détruites par les bombardements américains et ne disposait pas de grosses ressources financières.
Dante Giacosa, ingénieur très pragmatique, se révèlera être vraiment la personne idéale pour inventer un nouveau concept au moment opportun : c'était la Fiat 600, puis, peu de temps après la Nuova Fiat 500.

## La nouvelle Fiat 500 de 2007
Dans cette lignée, Fiat a présenté le 4 juillet 2007, 50 ans exactement après la Nuova 500, son nouveau modèle de 500.

## La Fiat 500 en littérature

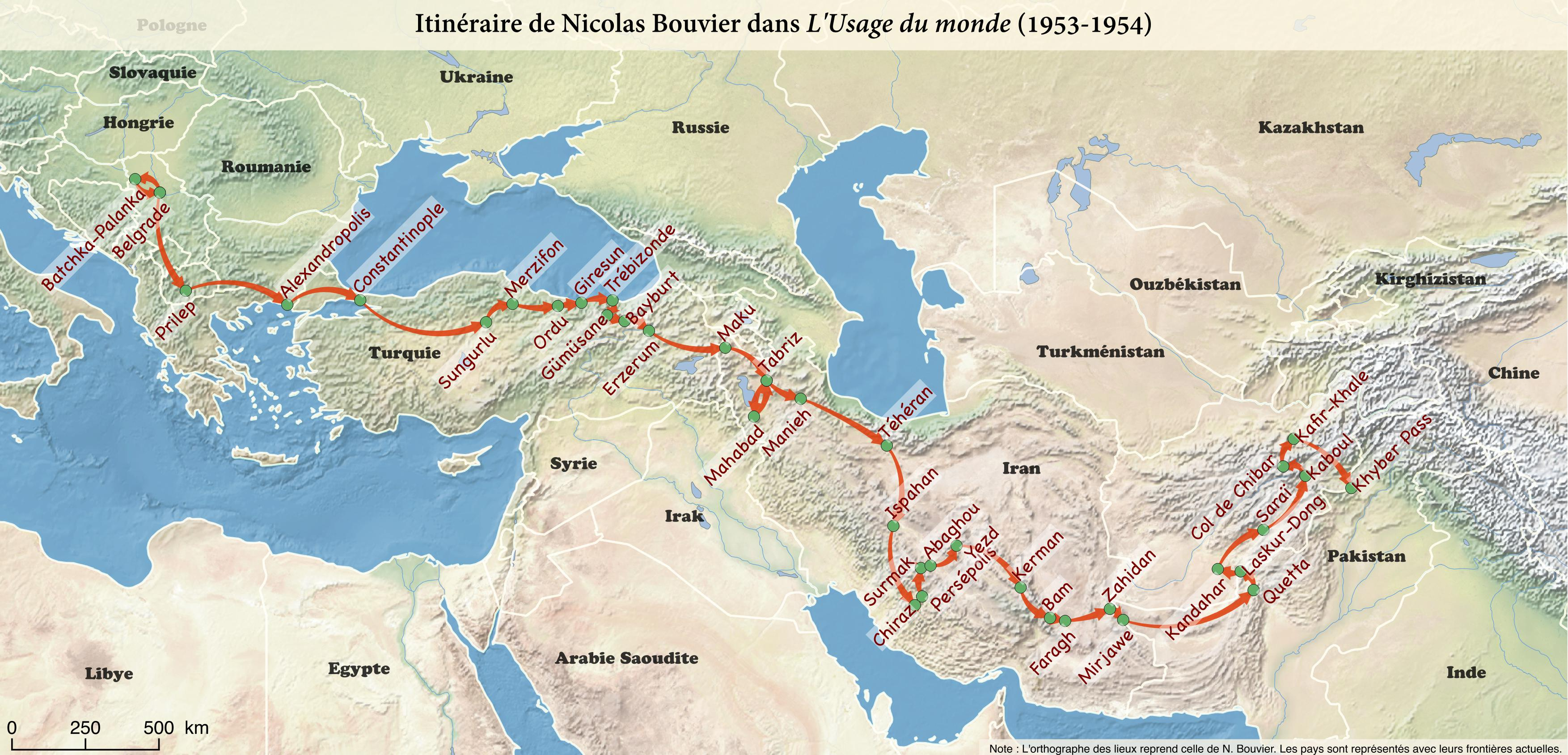
Le trajet de Nicolas Bouvier et Thierry Vernet en Fiat Topolino.

La Topolino est la voiture des artistes suisses Nicolas Bouvier et Thierry Vernet, à bord de laquelle ils effectuent à partir de juin 1953 un long périple au départ de Genève, à travers les Balkans, la Turquie, l'Iran, l'Afghanistan et jusqu'en Inde. Ce voyage est raconté dans le livre L'Usage du monde (1963), où sont relatées diverses interventions mécaniques sur la petite voiture.
Dans le roman (quelque peu érotique) d'André Pieyre de Mandiargues intitulé Le Lis de Mer  (Qui fut porté à l'écran avec la nageuse olympique Christine "Kiki" Caron comme second rôle féminin, titre alternatif italien violentata sulla sabbia) les deux jeunes filles qui découvrent la liberté des vacances en Sardaigne (et pour Vanina Mori l'éblouissement de l'amour charnel), se déplacent en Fiat Topolino que Mandiargues, au style très travaillé, voire précieux, dénomme poétiquement le Souriceau. Vu la différences des dates entre la publication du roman et le tournage du film, on peut penser que Mandiargues se référait à la Topolino crée en 1936 (moteur avant)alors qu'à l'écran c'est la Fiat Nuova 500 (moteur arrière) qui est filmée.

## La Fiat Topolino électrique
En septembre 2023, Fiat lance en précommande la Topolino électrique basée sur la Citroën Ami, pour un prix de 9.890 euros,.